# 西恩·雷斯特
西恩·雷斯特（1888年9月28日—1959年6月13日），愛爾蘭外交官，末任國際聯盟秘書長。

## 早年生活
西恩.雷斯特生於安特令郡，父亲是一位新教杂货商。他在一個強烈支持愛爾蘭聯合主義的小鎮喀里福古生長，而年輕時加入了蓋爾語聯盟，受愛爾蘭民族主義者吸收，加入愛爾蘭共和兄弟會。雷斯特原本是《北方先驱报》（North Down Herald）及一些北方報紙的記者，後來搬到都柏林，並在《自由人杂志》（Freeman's Journal）找到了一份工作。1919年已升任新闻编辑。
在愛爾蘭獨立戰爭之後，雷斯特的一些朋友加入了愛爾蘭自由邦的新政府，找來他擔任宣傳主任（Director of Publicity）。1920年，雷斯特與伊莉莎白·露絲·提勒爾（Elizabeth Ruth Tyrrell）結婚，婚後育有三女。

## 外交官生涯
1923年進入爱尔兰外交部任職。1929年至日内瓦，接替迈克尔·麦克怀特（Michael MacWhite）担任爱尔兰驻国际联盟代表。1930年成功组织爱尔兰当选為国际联盟理事会非常任理事國，任期三年。雷斯特經常代替外交部長，代表愛爾蘭出席理事会会议。此間他更常參與國際聯盟事務，尤其是试图解决南美洲的两场战争而引起常設秘書處注意，開始了他從國家走向國際公務員的轉變。
当秘鲁和哥伦比亚就亚马逊河源头的一个城镇发生爭執时，雷斯特担任委员会主席，提出了公平的解决办法。当玻利维亚和巴拉圭爆發大厦谷战争时，他也主持了一个不太成功的委员会。 1933年，莱斯特被借调到国际联盟常設秘书处，并在1934年至1937年間派駐到但泽（今波蘭格但斯克）担任国际联盟高级专员。但泽自由市是纳粹德国和国际社会在波兰走廊、自由市与第三帝国关系问题上將爆發国际危机之處。期间雷斯特一再抗议德国政府迫害、歧视犹太人，并告訴國際联盟欧洲即将面临灾难。故被德意志帝国代表和但泽纳粹党代表的抵制。
2010年8月，格但斯克市长帕維爾·亞當維茲將雷斯特駐留該市期間在市政廳裡的房間更名为西恩·雷斯特室。 

### 国际联盟
1937年，雷斯特回到日内瓦，担任国际联盟副秘书长。1940年升任秘书长。當時，國際聯盟包含保安和看門人在內，僅剩100名雇員，而非最初的七百餘人。雷斯特在二戰期间都留在日内瓦，并在战间設法保持國聯技术及人道主义計畫的有限运作。1946年，他监督國聯解散，并将资产和职能移交给新成立的联合国。

## 晚年
輿論傳言雷斯特將投入愛爾蘭總統大選，但他並沒有謀求任何職位。退休後，他住在哥爾威郡瑞塞斯（Recess）直到逝世。《泰晤士报》讣聞認為雷斯特是「国际的调停者與难民的勇敢朋友」。1945年獲威爾遜獎，1948年獲爱尔兰国立大学博士學位。
其外孫女苏珊·丹汉姆2011年至2017年間為愛爾蘭最高法院首席大法官。

## 传记
- Stephen Ashworth Barcroft: The international civil servant: the League of Nations career of Sean Lester, 1929–1947; Dublin 1973
- Douglas Gageby: The last secretary general: Sean Lester and the League of Nations; Dublin 1999; ISBN 1-86059-108-6
- Arthur W. Rovine: The first fifty years: the secretary-general in world politics 1920–1970; Leyden 1970; ISBN 90-218-9190-5
- Michael Kennedy: Ireland and the League of Nations 1919–1946: politics, diplomacy and international relations; Dublin 1996
- Paul McNamara: Sean Lester, Poland and the Nazi Takeover of Danzig; Irish Academic Press Ltd 2008; ISBN 0-7165-2969-6

## 外部連結
- Biography （页面存档备份，存于）
- Nation Builders: Sean Lester biographical article from the producers of an Irish documentary on Lester.
- League of Nations Archives, with a short biography（页面存档备份，存于）
- League of Nations Archives, Private Archives of Sean Lester（页面存档备份，存于）
- Documents on Irish Foreign Policy website （页面存档备份，存于）
- Newspaper clippings about  Seán Lester in the 20th Century Press Archives of the German National Library of Economics (ZBW)